# Muraenolepis trunovi
Muraenolepis trunovi is een straalvinnige vissensoort uit de familie van aalkabeljauwen (Muraenolepididae). De wetenschappelijke naam van de soort is voor het eerst geldig gepubliceerd in 2006 door Balushkin & Prirodina.